# بوآی پیچنده
بوآی پیچنده، بوآی کانستریکتور یا بوآی دم‌سرخ (به انگلیسی: Boa constrictor) گونه‌ای مار بوآ از سرده بوآ می‌باشد.